# Embalse de Kandadji
El embalse de Kandadji, elemento central del Programa Kandadji para la regeneración y el desarrollo de los ecosistemas del río Níger, se encuentra actualmente en construcción en el río Níger, cerca del pequeño pueblo de Kandadji, al sur de Ayérou, en Níger, en el departamento y región de Tillabéri. La presa se está construyendo 189 km aguas arriba de Niamey, a 489 km de la frontera con Nigeria, y a 60 km aguas abajo de la frontera con Mali.
En agosto de 2023, se paraliza la construcción de la presa de Kandadji, con la retirada de la compañía china Gezhouaba Group Co Ltd, a causa de las sanciones derivadas del golpe de Estado en Níger de julio de 2023.

## Proyecto Kandadji
Según el World Bank, en 2020, Níger tenía unas de las tasas de electrificación más bajas del mundo, con solo el 10% de la población, y menos del 1% en las zonas rurales. La pobreza extrema alcanza al 41,5% de la población, más de 9 millones de personas. En las zonas rurales, solo el 44,2% tiene acceso a agua corriente. El embalse proporcionaría agua para regar unas 45.000 ha. El proyecto Kandadji representaría la reconstrucción de Ayorou por el desplazamiento de sus 9000 habitantes, y el desplazamiento de unas 50.000 personas, pero también nuevas carreteras, agua corriente, escuelas, clínicas, mercados y otras infraestructuras, entre ellas 10.000 nuevos hogares y 8000 ha de regadío para  las nuevas granjas. En cuanto a la protección del medio ambiente, se incluye la plantación de burgu, planta acuática que sirve para alimentar a los hipopótamos y el ganado, la creación de reservas para los hipopótamos, la plantación de eucaliptos (no autóctonos pero resistentes), la creación de áreas para la cría de aves acuáticas, la construcción de esclusas para facilitar la migración de los peces, y el control de las plantas acuáticas invasoras.

## Construcción
La construcción de la presa se inició en 2008, aunque, de hecho, los trabajos comenzaron en marzo de 2019, después de una década de inactividad por falta de financiación.Se espera que esté terminado en 2030. En septiembre de 2019 se había realizado el 19%.
Su construcción está gestionada por el Alto Comisariado para el Desarrollo del Valle del Níger (Haut Commissariat à l'aménagement de la vallée du Niger), entidad pública bajo la responsabilidad del Primer Ministro. Los primeros estudios sobre el proyecto se realizaron en los años 1970. Un primer proyecto fue diseñado en 2002, con la empresa rusa Zaroubejvodstroï  (“Construcciones hidráulicas en el extranjero."). El proyecto actual está a cargo de la empresa china Gezhouba Group Company (CGGC).

## Problemas y datos técnicos
La longitud de la presa será de aproximadamente 8,8 km  y la capacidad del embalse será de 1569 km3. Sus objetivos son:
- garantizar un caudal en época de estiaje de 120 m3  en el río Níger
- asegurar el suministro de agua potable al área metropolitana de Niamey
- desarrollar mediante riego unas 45 000 ha
- producir electricidad con una potencia de 130 MW para una producción anual de 629 GWh (un aumento del 55% de la producción nacional), lo que permitirá reducir la dependencia del país de las importaciones de electricidad procedentes de Nigeria.

Este proyecto requiere el desplazamiento de unas 38.000 personas, además de grupos de hipopótamos y manatíes que viven en la zona que será inundada.

## Financiación
Según el presidente nigerino, el coste total del proyecto se estimó en 1.200 millones de euros en 2019. El coste de la presa sola sería sólo de 130 millones de euros. La presa está financiada principalmente por el Banco Africano de Desarrollo, el Banco Islámico de Desarrollo y el Banco Mundial. La AFD también contribuyó a financiar el proyecto.